# Lawrence Masha
Lawrence Kego Masha (* 11. März 1970) ist ein tansanischer Politiker der Chama Cha Mapinduzi (CCM), der unter anderem zwischen 2008 und 2010 Innenminister war.

## Leben
Masha besucht von 1976 bis 1981 die New Rochelle Academy Primary sowie zwischen 1981 und 1986 die New Rochelle Academy High School und begann danach ein 1987 ein Studium der Rechtswissenschaft an der University of Dar es Salaam (UDSM), das er 1991 mit einem Bachelor of Laws (LL.B. Hons) beendete. Danach war er zwischen 1991 und 1995 juristischer Mitarbeiter der Internationalen Anwaltskammer (International Law Chambers). Ein gleichzeitig 1992 begonnenes postgraduales Studium der Rechtswissenschaften an der Georgetown University schloss er 1993 mit einem Master of Laws (LL.M.) ab. Er war zwischen 1995 und 1997 juristischer Mitarbeiter der Anwaltskanzlei Maajar, Rwechungura Law Office und wurde nach seiner anwaltlichen Zulassung 1997 Partner der Anwaltskanzlei IMMMA Advocates. Daneben war er zwischen 1997 und 2000 Geschäftsführender Direktor und Unternehmenssekretär von Tanzania Oxygen Limited.
Seine politische Laufbahn begann Masha innerhalb der Partei der Revolution CCM (Chama Cha Mapinduzi) und war unter anderem von 2002 bis 2005 deren Jugendsekretär von Kawe, das zum Distrikt Kinondoni von Daressalam gehört. Zugleich war er 2003 Generalsekretär des Nationalen Jugendverbandes UVCCM und Mitglied des Nationalrates des UVCCM. 2005 wurde er für die CCM zum Mitglied der Nationalversammlung gewählt, in der er bis 2015 den Wahlkreis Nyamagana vertrat. Nachdem er 2006 kurzzeitig Vizeminister für Energie und mineralische Ressourcen war, fungierte er zwischen 2006 und 2008 als Vizeminister für Inneres. Am 13. Februar 2008 übernahm er als Nachfolger von Joseph Mungai im Rahmen einer Regierungsneubildung im Kabinett von Premierminister Mizengo Pinda das Amt des Innenministers. Im Rahmen dieser Regierungsbildung wurden Hussein Mwinyi Verteidigungsminister und Mustafa Mkulo Finanzminister, während Bernard Membe Außenminister blieb. Das Amt des Innenministers bekleidete er bis zum 24. November 2010, woraufhin Shamsi Vuai Nahodha sein Nachfolger wurde, dessen Amt als Chefminister von Sansibar abgeschafft worden war.
Im Anschluss nahm Masha seine Tätigkeit als Rechtsanwalt und Partner von IMMMA Advocates wieder auf. 2010 wurde er vom Weltwirtschaftsforum zum ersten Young Global Leader Tansanias gekürt. Seit 2013 ist er unter anderem Vorstandsvorsitzender der Tanga Cement Public Limited Company und Mitglied des Aufsichtsrates der Fluggesellschaft Fastjet Airlines Ltd. 2015 wurde er Mitgründer und Geschäftsführender Partner der Anwaltskanzlei Gabriel & Co. Attorneys at Law.

## Archivversion
1. ↑  Tansania: 7. Februar 2008
2. ↑  Tansania: 24. November 2010

| Personendaten    | Personendaten                                               |
| ---------------- | ----------------------------------------------------------- |
| NAME             | Masha, Lawrence                                             |
| ALTERNATIVNAMEN  | Masha, Lawrence Kego (vollständiger Name)                   |
| KURZBESCHREIBUNG | tansanischer Politiker, Rechtsanwalt und Wirtschaftsmanager |
| GEBURTSDATUM     | 11. März 1970                                               |